# Trojan (Červený trpaslík)
Trojan je první epizoda desáté série (a celkově padesátá šestá) britského sci-fi sitcomu Červený trpaslík.
Scénář napsal a režie se ujal Doug Naylor. Poprvé byla epizoda odvysílána 4. října 2012 na britském televizním kanálu Dave. Je věnována Jo Howardové, zesnulé produkční 7., 8. a 9. série.

## Námět
Posádka Červeného trpaslíka narazí na nedotčenou a prázdnou kosmickou loď Trojan a použije ji k záchraně Rimmerova bratra Howarda, který se ocitl v tísni. Arnold Rimmer opět selhal v důstojnické zkoušce a tak předstírá, že je kapitánem výkonné lodi Trojan a velí posádce. Howard je stejně jako jeho bratr hologram a nemůže pochopit, jak se Arnold mohl stát velitelem jedné z nejlepších lodí Vesmírného sboru.

## Děj
Dave Lister popisuje Kocourovi na Červeném trpaslíku knihu Stupid But True! (Hloupé, ale pravdivé!). Uvádí mu příklad z knihy, v roce 1971 bylo 20 % dopravních nehod ve Švédsku zaviněno losy, když se je řidiči na silnici pokoušeli objet. Kocourovi (jak je u něj zvykem) to chvíli trvá, než to pochopí. Rimmer se po předchozích devíti neúspěšných pokusech o složení astronavigační zkoušky rozhodl podstoupit test podesáté. Nyní má jinou strategii, dopředu očekává, že selže. Už na sebe nebude tak tvrdý, podaří-li se mu zkoušku složit, bude to krásné, pokud ne, nic se neděje. Když mu Kryton předá obálku interní pošty s výsledky testu, Rimmer si přečte výsledek (opět neprošel) a okamžitě své předchozí výroky popře tím, že se rozzuří.
Kocour s Listerem sledují reklamu na zázračný míchač nápojů (v originále pojmenovaný Stirmaster) z automatického teleshoppingového systému „All-Droid“. Ačkoli se oba diví, kdo takové krámy může kupovat, po chvíli se nechají přesvědčit o výhodách výrobku a Lister telefonuje do střediska, aby objednal dva kusy – pro sebe i pro Kocoura. Nemůže se dovolat, linka je obsazená a tak musí čekat „na drátě“. Vchází Kryton a informuje je, že sondy nalezly opuštěnou loď.
Trojan je moderní kosmickou lodí Vesmírných sborů. Arnold Rimmer vysvětluje ostatním, že na takových sloužili i jeho bratři. Kocour navrhne, aby si ji nechali místo Červeného trpaslíka. Kryton upozorní, že Trojan není schopen letu. Rimmer se rozplývá nad dokonalým kokpitem a lituje, že nesložil astronavigační zkoušky, aby se mohl jednou stát kapitánem. V ten moment se projeví nějaká chyba v hologramatické projekční jednotce, která způsobí, že se Rimmer na chvíli zasekne. Lister se stále pokouší dovolat do „All-Droidu“. Když později Rimmer obdivuje kvantový pohon lodi umožňující provést mezihvězdný skok, ozve se tísňové volání z lodi Columbus 3. Z reproduktoru se line hlas lodniho hologramu Howarda Rimmera, který žádá o záchranu. Jeho loď směřuje do meteorové bouře, se kterou se střetne za 17 hodin. Arnold Rimmer je překvapen, že slyší svého bratra a oznámí mu, že bude vysvobozen za 15 hodin. Když Kryton upozorňuje, že díky kvantovému pohonu Trojana by bylo možné Howarda Rimmera zachránit ihned, Arnold mu přikáže, aby na to zapomněl. Musí složit astronavigační zkoušky, aby se se svým úspěšným bratrem nesetkal jako podřadný technik, opravář automatů na polévku.
Na Červeném trpaslíku se Rimmer pokouší učit na testy. V kajutě je i Lister (on ani ostatní zatím o nouzovém volání lodi Columbus 3 nevědí, jediný Kryton si na Rimmerův příkaz vymazal paměť) a navrhne, ať jej Rimmer vyzkouší. Ten mu položí otázku, co způsobilo v roce 1971 nehodu švédského řidiče, jenž narazil do stromu a neměl přitom žádné zdravotní ani technické problémy. Zrovna tohle Lister ví a vychutnává si odpověď (je to los). Ohromený Rimmer se podívá na výsledek, který Listerovu odpověď potvrdí. Rimmer pak položí tutéž otázku Krytonovi (ten okamžitě odpoví) a Kocourovi. Když bleskově odpoví i jindy nechápavý Kocour, Rimmer se opět rozruší a zasekne. Po třech hodinách je opět zprovozněn, Kryton mu oznámí, že jeho disk byl zasažen nějakým malwarem, který jej zasekal a Rimmer se pak zaobíral mrzutými myšlenkami (např. na svá selhání, úspěch jeho bratří atp.). To byl i jeden z důvodů, proč nemohl složit astronavigační zkoušky. Nyní má disk vyčištěný a může udělat dojem na bratra Howarda. Prominent Howard jej společně s druhým bratrem Frankem v dětství často šikanovali a později mu byli rodiči dáváni za vzor. Arnold mu touží dokázat, že i on se zařadil mezi elitu. Domluví se s posádkou, že při jeho záchraně sehrají divadlo – Arnold bude kapitán moderní lodi Trojan (kterou vezmou do vleku za Červeného trpaslíka) a ostatní jeho podřízení.
Vše je připraveno a na palubu Trojanu je teleportován Howard Rimmer a simulantka Crawfordová. Howard nemůže uvěřit, že podceňovaný Arnold Rimmer to dotáhl až na kapitána kosmické lodi. Jeho rozmrzelost ho přivede do katatonického stavu, který si nedávno prodělal i Arnold. Simulantka Crawfordová upozorní, že Howard potřebuje okamžitou pomoc. Navrhuje dopravit jej Trojanem na stanici „All-Droid“ a sama se hodlá teleportovat předem, aby připravila medidroidy. Arnold Rimmer řekne Krytonovi, ať Howardovi pročistí disk (jako to udělal jemu) a poté ho posádka teleportuje na stanici, aby se celé divadlo neprozradilo.
Lister začíná být netrpělivý, že se nemůže spojit s centrálou „All-Droidu“, aby si objednal míchač nápojů. Po pročištění disku se Howard přizná Arnoldovi a ostatním, že není kapitán, ale pouze opravář automatů. Před 2 dny byla loď napadena, Howard vyskočil z postele a ukryl se pod stolem. Když vylezl, loď byla nevratně poničena a přežila jen Crawfordová. Lister se jej otáže, kdo na ně zaútočil. V tu chvíli do místnosti vejde simulantka Crawfordová se zbraní v ruce. Teleportovala se nikoli na vesmírnou stanici, ale o dvě patra níže a z muničního skladu si vzala zbraň. Byla to ona, kdo se vzbouřil na Columbu 3 a teď požaduje data Trojanu a kvantovou tyč (pohon lodi). Chce osvobodit ostatní simulanty. Z odloženého telefonního sluchátka se ozve hlas, konečně se navázalo spojení s teleshoppingem „All-Droid“. Lister by rád hovor vzal, ale je s Krytonem a Howardem Crawfordovou držen v šachu. Rozhodne se to risknout, při následné střelbě je zasažen Howard, který se postavil před Arnolda. Za Crawfordovou se objeví Kocour, Kryton mu hodí paměťové zařízení se souborem rozmrzelosti, který Kocour nahraje do krčního portu simulantky. Crawfordová znehybní. Postřelený Howard žádá Arnolda, aby jej přijal takového, jaký je. Zdá se, že i Arnold se přizná ke klamu, který na něj narafičil, ale neudělá to. Přizná jen, že lhal v počtu Lamborghini, místo dvou údajně vlastní jen jeden vůz.
Lister využil zaseklou Crawfordovou jako míchač nápojů. Kryton přináší poštu z hlavního počítače Jupiterské důlní společnosti (vlastník lodi Červený trpaslík), uvědomil ji totiž nedávno o holosmrti Howarda Rimmera. Arnold cítí satisfakci, už jej nebude strašit myšlenka vzorného Howarda. V dopise stojí, že vzhledem k hrdinské holosmrti Howarda byl oceněn Platinovou hvězdou statečnosti – nejvyšším vyznamenáním Vesmírných sborů a navíc je navrženo, aby se Červený trpaslík přejmenoval na SS Howard Rimmer.
Arnold Rimmer se po vyslechnutí obsahu dopisu začne opět zasekávat.
| „                 | Možná bychom mohli vyměnit lodě. Tahle musí být lepší než Červený trpaslík, ten křáp je pomalejší než rychlost tmy. | “ |
| — Kocour - Trojan | |   |

## Ohlasy
Epizodu sledovalo při premiéře 1,59 milionu televizních diváků. Michael Hogan z britského deníku The Daily Telegraph uvedl, že to není „žádná klasika, ale návrat k původní podobě“ a udělil epizodě 3,5 hvězdičky z 5. Dave Golder z „SFX“ udělil 4 hvězdičky z 5 a zhodnotil epizodu slovy „Trojan byl dostatečně důmyslný na to, aby se stal skvělým dílem, ale měl ještě prostor pro zlepšení. Ale víte co? Bezpochyby se tato série bude zlepšovat.“ Chris Swanson z portálu „What Culture“ díl ohodnotil plným počtem pěti hvězdiček a napsal: „Jestliže je tato epizoda indikátorem toho, co nás čeká dál, jsem opravdu velice šťastný. Červený trpaslík je zpět a já nemohu být šťastnější!“

## Kulturní odkazy
- Ve scéně, kdy se Arnold Rimmer zasekne a Kocour mu kreslí fixem po obličeji, vzpomene Dave Lister katalánského surrealistického malíře Salvadora Dalího.
- Dopravní nehody v souvislosti s losy nejsou ve Švédsku ničím ojedinělým. Policejní protokoly evidují v průměru cca 4 500 nehod za rok, při nichž zahyne 10–15 osob[9] a nespecifikovaný počet losů.